# 尤莉亞·伊菲莫娃
尤莉亞·伊菲莫娃（英語：Yuliya Efimova，1992年4月3日—）是俄羅斯女子游泳運動員，專項是蛙泳。她在2012年夏季奥林匹克运动会中獲得了一銅。

## 爭議
- 2013年10月，伊菲莫娃曾因類固醇藥檢未過，遭禁賽16個月[1]。2016年3月再被驗出禁藥Meldonium反應。7月25日，FINA宣布包括伊菲莫娃在內的7名俄羅斯運動員不得參與2016年里約奧運[2]。對此伊菲莫娃向国际体育仲裁法庭提出上訴，並獲得勝訴[3]。

## 外部連結
- 尤莉亞·伊菲莫娃的Instagram帳戶